# یهوشوا گال
یهوشوا گال (انگلیسی: Yehoshua Gal؛ زادهٔ ۵ ژوئیهٔ ۱۹۵۱) بازیکن فوتبال اهل اسرائیل بود.
از باشگاه‌هایی که در آن بازی کرده‌است می‌توان به باشگاه فوتبال مکابی حیفا و باشگاه فوتبال مکابی نتانیا اشاره کرد.
وی همچنین در تیم ملی فوتبال اسرائیل بازی کرده‌است.